# Sean Higgins
Sean Marielle Higgins (Los Angeles, 30. prosinca 1968.) umirovljeni je američki profesionalni košarkaš. Izabran je u 2. krugu (54. ukupno) NBA drafta 1990. od strane San Antonio Spursa. U svojoj šestogodišnjoj NBA karijeri igrao je za San Antonio Spurse, Orlando Magicse, Golden State Warriorse, New Jersey Netse, Philadelphia 76erse i Portland Trail Blazerse te prosječno bilježio 6.3 poena po utakmici. Danas je trener košarkaške momčadi sveučilišta "Edmond Comunity College" u Washingtonu.

## Vanjske poveznice
- Profil na DataBasebasketball.com
- Profil  Arhivirana inačica izvorne stranice od 26. studenoga 2015. (Wayback Machine) na Basketball-Reference.com
- Profil na FIBAEurope.com